# McClure (Pennsylvania)
McClure è un comune (borough) degli Stati Uniti d'America, situato nello stato della Pennsylvania, nella contea di Snyder.